# Siren (sång)
Siren är en låt framförd av de estländska musikgrupperna Malcolm Lincoln och Manpower 4. Låten var Estlands bidrag i Eurovision Song Contest 2010 i Oslo i Norge. Låten är skriven av Robin Juhkental, en av medlemmarna i Malcolm Lincoln.
Bidraget framfördes i den första semifinalen den 25 maj och fick 39 poäng vilket gav en fjortonde plats, inte tillräckligt för att gå vidare till finalen.